# Candona candida
Candona candida är en kräftdjursart som först beskrevs av Otto Friedrich Müller 1776.  Candona candida ingår i släktet Candona och familjen Candonidae. Arten är reproducerande i Sverige. Inga underarter finns listade.